# Gina Kingsbury
Pour les articles homonymes, voir Kingsbury.
Gina Kingsbury (née le 26 novembre 1981 à Uranium City en Saskatchewan) est une joueuse de hockey sur glace canadienne, membre de l'équipe du Canada de hockey sur glace féminin.

## Carrière sportive
Durant la saison 2004-2005, elle a mené les marqueurs de l'Axion de Montréal de la Ligue nationale féminine de hockey avec 31 buts. Elle a remporté trois médailles d'or (en 2001, 2004 et en 2007) et une d'argent (en 2005) au championnat du monde féminin de hockey sur glace.
Elle était membre de l'équipe de hockey sur glace qui remporta la médaille d'or aux Jeux olympiques d'hiver de 2006 à Turin et a remporté la médaille d'or aux Jeux olympiques d'hiver de 2010 à Vancouver.
À l'âge de 36 ans, Kingsbury se retire de l'équipe nationale en 2010. En 116 matchs pour le Canada, elle a marqué 29 buts et ajouté 45 mentions d'aide.
Bien que née en Saskatchewan, elle a grandi à Rouyn-Noranda.

## Championnats du monde
- 2001 - Minneapolis, États-Unis -
- 2004 - Halifax, Canada  -
- 2005 - Linköping, Suède -
- 2007 - Winnipeg/Selkirk, Canada -